# Costasiella nonatoi
Costasiella nonatoi is een slakkensoort uit de familie van de Limapontiidae. De wetenschappelijke naam van de soort is voor het eerst geldig gepubliceerd in 1960 door Ev. Marcus & Er. Marcus.